# Tony Banks (musiker)
Anthony George "Tony" Banks, född 27 mars 1950 i East Hoathly, East Sussex, är en brittisk musiker som bland annat spelat klaverinstrument i progrockbandet Genesis. 
Banks var en av originalmedlemmarna i Genesis och är, tillsammans med Mike Rutherford, en av två musiker som varit med i bandet under hela dess historia. Sedan 1979 har han även en något mindre känd karriär som solomusiker.

## Diskografi

### Soloalbum
Studioalbum
- 1979 – A Curious Feeling
- 1983 – The Fugitive
- 1991 – Still
- 2004 – Seven: A Suite for Orchestra
- 2012 – Six Pieces for Orchestra
- 2018 – Five

Soundtracks
- 1983 – The Wicked Lady
- 1986 – Soundtracks

Samlingsalbum
- 2015 – A Chord Too Far

### Med Bankstatement
- 1989 – Bankstatement

### Med Strictly Inc.
- 1995 – Strictly Inc.